# Eisenbahnunfall von Empelde
Der Eisenbahnunfall von Empelde war die Flankenfahrt eines Güterzuges in einen anderen am 20. März 1985 in Empelde. Beide transportierten brennbares Gut.

## Ausgangslage
Die Bahnstrecke Hannover–Altenbeken ist im Unfallbereich zweigleisig. In sie mündet bei Streckenkilometer 20,9/9,8, der Abzweigstelle Empelde, eine Verbindungskurve aus der Umgehungsbahn für Güterzüge, die den Hauptbahnhof Hannover westlich umgeht.
Der Kohlenzug Gdg 57 461, bespannt mit der Elektrolokomotive 140 459, war von Marl-Sinsen nach Hameln unterwegs. Er führte 19 Selbstentladewagen, beladen mit Anthrazitkohle. Der Gag 76085, ein Zug aus 20 Kesselwagen, die etwa 1000 Kubikmeter Super- und Normalbenzin geladen hatten, wurde von der Elektrolokomotive 150 079 gezogen. Er war vom Hamburger Haupthafenbahnhof Hohe Schaar nach Kulmbach unterwegs.

## Unfallhergang
Dem von der Güterumgehungsbahn kommenden Kohlezug wurde durch ein Signal, das die Hauptstrecke vor Fahrten aus der Einfahrtskurve sicherte, „Halt“ geboten. Der Lokomotivführer verwechselte jedoch die Signale, bezog das „Fahrt frei“ zeigende Signal des Kesselwagenzuges fälschlich auf sich und überfuhr das „Halt“ zeigende Signal. Das löste sofort eine Zwangsbremsung des Zuges aus. Mangels Schutzweiche und ausreichendem Durchrutschweg blieb der Zug im Weichenbereich stehen, wo der parallel auf der Hauptstrecke Richtung Hameln fahrende Kesselwagenzug unmittelbar darauf in ihn hinein fuhr.

## Folgen
Zwei der Kesselwagen wurden bei der Kollision aufgerissen, deren Inhalt, 110 000 Liter Benzin, lief zum Teil aus, der Wagen hinter der Lokomotive geriet sofort in Brand. Das auslaufende Benzin führte zu einer Explosion mit einer Feuersäule von etwa 200 m Höhe. Dabei wurde auch die Oberleitung auf 300 Metern Länge abgerissen. Das auslaufende Benzin brannte auf einer Länge von ca. 200 Metern mit ca. 20 Meter hohen Flammen. Zehn weitere Kesselwagen standen in der unmittelbaren Gefahrenzone, wurden erheblich aufgeheizt und es bestand akute Explosionsgefahr. Die Feuerwehr pumpte große Mengen Wasser aus einem nahe gelegenen See und aus einer Zisterne, um die Kesselwagen damit zu kühlen. Auch sechs der mit Kohle beladenen Wagen sowie Gebäude und Inventar umliegender Grundstücke gerieten in Brand. Auf einem Grundstück waren zahlreiche Busse direkt an den Gleisen abgestellt, außerdem lagerten ca. 30 Gasflaschen unmittelbar an der Unfallstelle und auch ein Heizöltank mit ca. 15000 Litern Inhalt befand sich in der Nähe. Aus drei mehrgeschossigen Wohngebäuden unmittelbar am Unfallort mussten 39 Personen evakuiert werden. Das auslaufende Benzin verbreitete sich auch mit hoher Geschwindigkeit in den den Bahndamm begleitenden Gräben und Kanälen, im Schotter und in der Abwasserkanalisation.
270 Feuerwehrmänner der Freiwilligen Feuerwehren Benthe, Empelde, Ihme-Roloven, Linderte, Ronnenberg, Vörie, Weetzen und der Berufsfeuerwehr Hannover waren im Einsatz. Zwölf Stunden lang kämpften sie gegen den Brand. Für den Einsatz erhielten sie viel Lob, auch vom damaligen Bundesverkehrsminister Werner Dollinger.

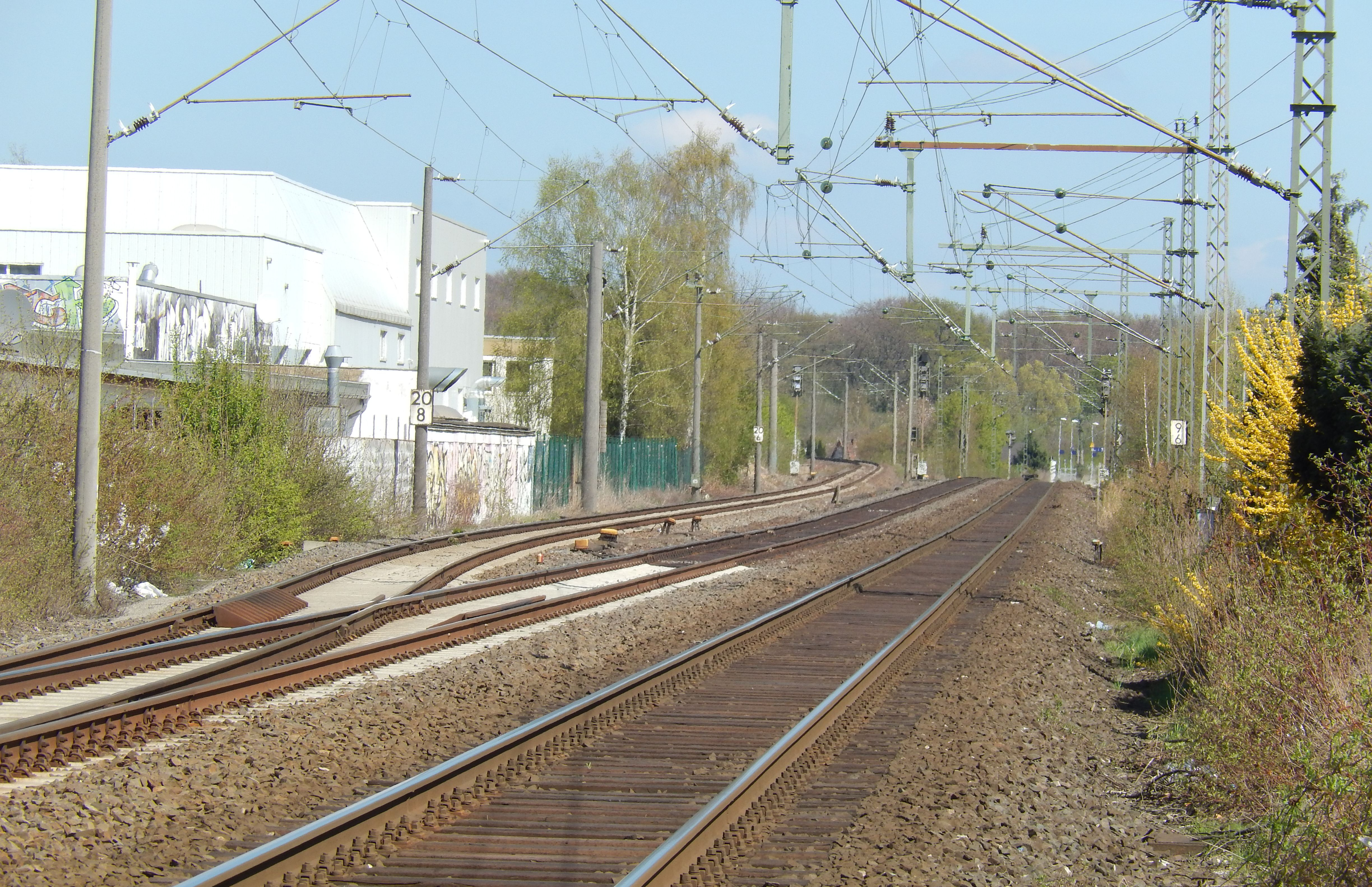
Situation im Jahr 2015. Von hinten links kam der Kohlenzug.

Als Folge des Unfalls wurden die Signalstandorte an der Abzweigung Empelde geändert. Dadurch ist während der Fahrt von Hannover-Linden Hafen nach Empelde das Signal der Strecke immer rechts vom Signal der Strecke Hannover-Linden nach Empelde zu sehen.